# Jezioro Jaśkowskie (Pojezierze Dzierzgońsko-Morąskie)
Jezioro Jaśkowskie (niem. Jäskendorfer See, Stäbing See) – jezioro w woj. warmińsko-mazurskim, w pow. iławskim, w gminie Zalewo. 

## Charakterystyka
Jezioro znajduje się w południowo-wschodniej części Pojezierza Dzierzgońsko-Morąskiego, w dorzeczu Kanał Elbląski-Drwęca-Wisła. Część wschodniego brzegu zbiornika stanowi granicę między gminą Zalewo i Miłomłyn.
Jaśkowskie jest płytkim, rynnowym jeziorem. Zasilane jest kilkoma małymi okresowymi ciekami, wody odprowadzane są w kierunku południowym, do Karnickiego. Przy północno-zachodnim brzegu jeziora leży wieś Jaśkowo, od którego wzięło nazwę.

## Dane morfometryczne

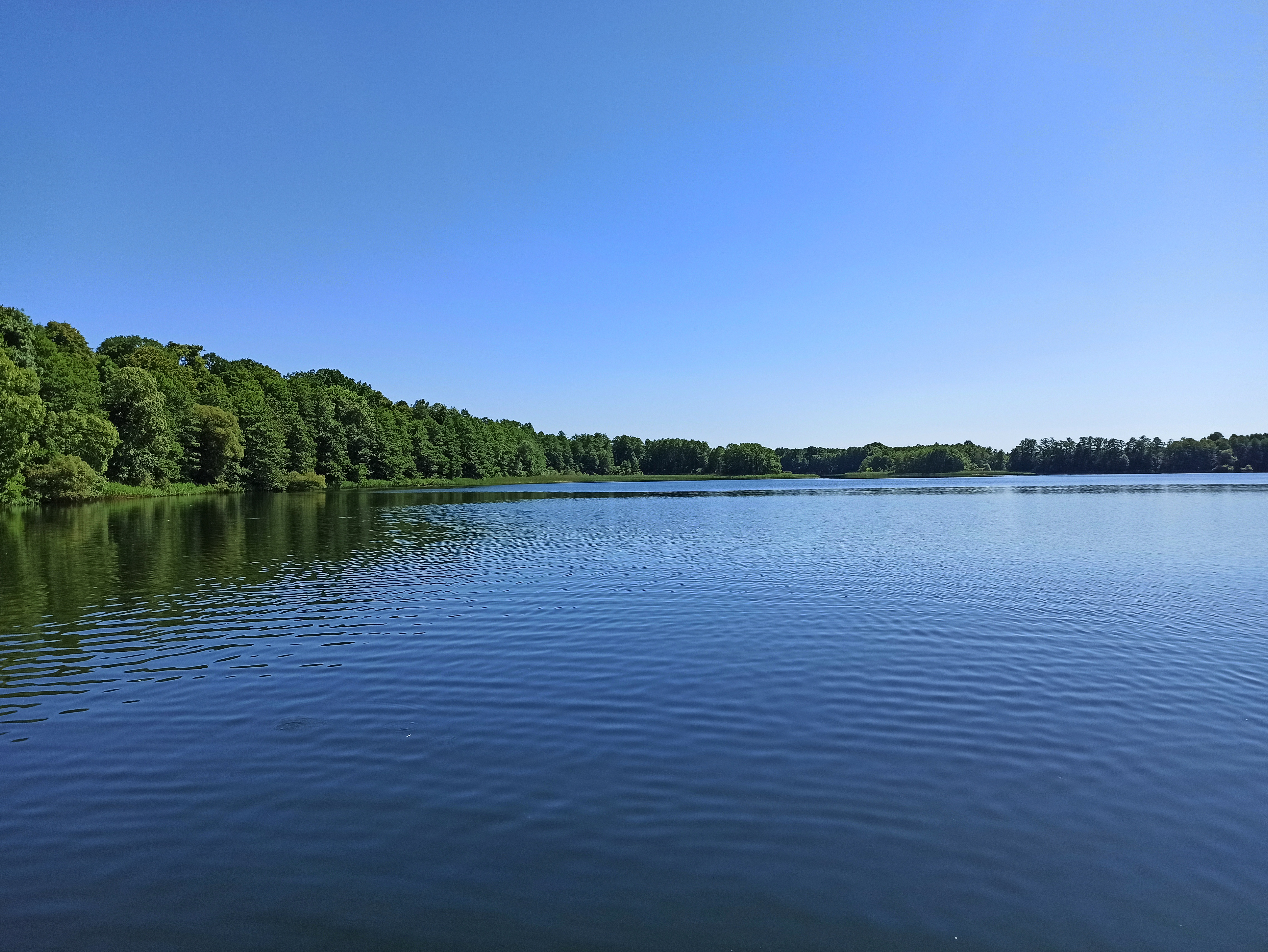
Jezioro Jaśkowskie widziane z pomostu koło Skarpy

Powierzchnia zwierciadła wody według różnych źródeł wynosi od 150,0 ha do 152,5 ha. Według danych Leydinga z połowy XX w. jezioro miało powierzchnię 137,17 ha.
Zwierciadło wody położone jest na wysokości 97,7 m n.p.m. lub 97,6 m n.p.m. Średnia głębokość jeziora wynosi 7,3 m, natomiast głębokość maksymalna 16,5 m.

## Stan czystości

### Stan czystości w 1979 r.
Jezioro Jaśkowskie było badane przez Ośrodek Badań i Kontroli Środowiska w Olsztynie w roku 1979 (Komunikat OBiKŚ 1980). Analiza niepełnych danych z okresu letniej stagnacji, według ówczesnego systemu oceny jakości jezior, wskazywała na niewielkie przekroczenie granicy dla II klasy czystości i tym samym kwalifikowała wody zbiornika do klasy III.

### Stan jeziora w 2001 r.
W badaniach wykonanych przez WIOŚ w Olsztynie w roku 2001 Jezioro Jaśkowskie wykazało II kategorię podatności na degradację. Najmniej korzystnymi wskaźnikami był iloraz objętości jeziora i długości linii brzegowej oraz stosunek objętości wód hypolimnionu do całkowitej pojemności misy jeziornej. Zbiornik nie przyjmował zanieczyszczeń ze źródeł punktowych, okresowo jednak dopływały do niego nieczystości z przepełnionego, nie opróżnianego systematycznie szamba, znajdującego się około 30 m od brzegu. Badania stanu czystości wód przeprowadziła Delegatura WIOŚ w Elblągu na trzech stanowiskach pomiarowych, zlokalizowanych w najpłytszej północnej części zbiornika, w części środkowej (głęb. maks. 15,1 m) oraz w najgłębszym miejscu plosa południowego (głębokość maksymalna 16,5 m). W okresie wiosennej cyrkulacji wody jeziora były dobrze wymieszane i silnie natlenione (miejscami nasycenie tlenem sięgało nawet 170%). W okresie letnim tylko na powierzchni (do 2−3 m) nie odnotowano deficytów tlenowych. Przy końcu epilimnionu (4 m) stężenie tlenu spadło nawet poniżej 2 mg O2/l, a warstwa skokowa była odtleniona lub wykazywała ślady tlenu. Wody jeziora posiadały podwyższoną zawartość substancji organicznych, ChZT-Cr wahało się w granicach 29,4−36,9 mg O2/l. Stężenie fosforu i azotu w warstwie powierzchniowej oceniono jako umiarkowane. Odtlenione wody naddenne stanowisk najgłębszych obfitowały w związki fosforu (0,69 i 0,97 mg P/l) oraz sole amonowe (1,81 i 2,32 mg N/l). Zawartość chlorofilu „a” wiosną kształtowała się w granicach od 24 (część południowa) do 54 mg/m³ (część północna), latem była znacznie niższa (16−20 mg/m³). Widzialność krążka Secchiego (1,0−1,7) wskazywała na klasę III czystości wody. Sumaryczny wynik punktacji (2,71 pkt.) kwalifikował wody jeziora do III klasy czystości, o czym zadecydowały: warunki tlenowe hypolimnionu, ChZT-Cr, zawartość związków fosforu i azotu amonowego w warstwie naddennej latem, azot mineralny wiosną, chlorofil „a” oraz widzialność krążka Secchiego. Warunki sanitarne spełniały wymogi klasy I.
W oparciu o badania przeprowadzone w 2002 roku wody jeziora zaliczono do III klasy czystości.
Jasieniec (niem. Jäskenwald) – las leżący na południe od Jeziora Jaskowskiego, przy dawnej granicy powiatu morąskiego i ostródzkiego.